# Gais 1935/1936
Fotbollsklubben Gais spelade säsongen 1935/1936 i allsvenskan, där man efter en svag säsong med hög omsättning i en skadedrabbad spelartrupp slutade tia, bara en poäng före Halmstads BK på nedflyttningsplats.
Inget cupspel genomfördes denna säsong.

## Allsvenskan
Gais inledde säsongen med att utan en skadad Ragnar Gustafsson spela 1–1 borta mot Landskrona Bois.  I säsongens andra match, hemma mot IFK Göteborg, blev förra årets målkung Holger Johansson illa sparkad av IFK:s Ernst Andersson och kom sedan att missa flera matcher under hösten. Gais förlorade dessutom med tio man matchen med 0–5, trots ett stundom gott spel. Efter de två inledande matcherna kunde inte heller den ofta skadedrabbade Gunnar Olsson spela mer i serien. I nästa omgång blev det förlust mot Örgryte IS med 0–4, och Gais gick sedan kräftgång hela hösten. Trots att man fick tillbaka Ragnar Gustafsson hittade man inte en fungerande kedja, och först i sin elfte match, mot jumbon IFK Eskilstuna, tog laget sin första seger. Av bara farten slog man även IK Sleipner hemma med 5–3 efter tre mål av Sven Hammar, men i returmötet veckan därpå tog Sleipner en gruvlig revansch och vann med 5–1. Efter 3–1 hemma mot IFK Norrköping i den sista höstmatchen gick Gais till vintervila som tia, två poäng före Halmstad på elfte plats.
Inför vårsäsongen fick Helge Liljebjörn, en av höstens främste gaisare, en anställning på elektricitetsverket, en tjänst som inte gick att kombinera med fotbollen, och han missade därför hela vårsäsongen så när som på en match. Förutom derbysegrar mot nykomlingen Gårda BK (3–1) och Örgryte IS (1–0) fortsatte våren på samma sätt som hösten, och först i den allra sista matchen, hemma mot IFK Eskilstuna, kunde Gais säkra kontraktet genom en 3–1-seger. I denna match presenterade sig dessutom två debutanter av olika slag: Åke "Carnera" Andersson, den blivande landslagsmannen, gjorde sitt första mål i sin första match, medan Stig Hjortsberg, annars mer känd som handbollsspelare i Majornas IK, gjorde sin första och enda match i Gaiströjan.
Det var endast mot Eskilstuna som Gais tog hem alla poängen, och förutom höstmatchen mot Eskilstuna och derbyvinsten mot Gårda vann man inte en enda bortamatch. Gais resultat avspeglade sig också i publiksiffran, som med 5 844 var den lägsta sedan säsongen 1924/1925.

### Tabell
| Nr | Lag                | S  | V  | O | F  | GM | IM | MS  | P  |
| -- | ------------------ | -- | -- | - | -- | -- | -- | --- | -- |
| 1  | IF Elfsborg        | 22 | 15 | 4 | 3  | 71 | 33 | +38 | 34 |
| 2  | AIK                | 22 | 13 | 4 | 5  | 58 | 39 | +19 | 30 |
| 3  | Sandvikens IF      | 22 | 11 | 5 | 6  | 40 | 32 | +8  | 27 |
| 4  | IFK Göteborg (RM)  | 22 | 9  | 7 | 6  | 36 | 28 | +8  | 25 |
| 5  | Landskrona BoIS    | 22 | 10 | 4 | 8  | 46 | 34 | +12 | 24 |
| 6  | Gårda BK (U)       | 22 | 9  | 6 | 7  | 27 | 28 | −1  | 24 |
| 7  | Örgryte IS         | 22 | 9  | 3 | 10 | 38 | 41 | −3  | 21 |
| 8  | IK Sleipner        | 22 | 8  | 3 | 11 | 51 | 48 | +3  | 19 |
| 9  | IFK Norrköping (U) | 22 | 5  | 8 | 9  | 40 | 51 | −11 | 18 |
| 10 | Gais               | 22 | 6  | 6 | 10 | 29 | 44 | −15 | 18 |
| 11 | Halmstads BK       | 22 | 5  | 7 | 10 | 31 | 46 | −15 | 17 |
| 12 | IFK Eskilstuna     | 22 | 1  | 5 | 16 | 24 | 67 | −43 | 7  |

### Seriematcher
| Motståndare     | Hemma | Borta |
| --------------- | ----- | ----- |
| IF Elfsborg     | 1–2   | 0–2   |
| AIK             | 0–2   | 0–2   |
| Sandvikens IF   | 1–1   | 3–4   |
| IFK Göteborg    | 0–5   | 0–3   |
| Landskrona Bois | 1–1   | 1–1   |
| Gårda BK        | 1–1   | 3–1   |
| Örgryte IS      | 1–0   | 0–4   |
| IK Sleipner     | 5–3   | 1–5   |
| IFK Norrköping  | 3–1   | 0–1   |
| Halmstads BK    | 2–2   | 1–1   |
| IFK Eskilstuna  | 3–1   | 2–1   |

### Spelarstatistik
Gais använde hela 26 spelare denna säsong, varav åtta debutanter. Endast Folke Lind spelade samtliga seriematcher.
| Namn                  | Matcher | Mål |
| --------------------- | ------- | --- |
| Folke Lind            | 22      |     |
| Carl Nilsson          | 20      | 3   |
| Carl Johnsson         | 20      | 1   |
| Erik Angren (mv)      | 19      |     |
| Sven Hammar           | 18      | 6   |
| Holger Johansson      | 15      | 2   |
| Sven Jacobsson        | 15      |     |
| Henry Andersson (2)   | 15      |     |
| Helge Liljebjörn      | 13      | 1   |
| Nils Mellqvist        | 13      |     |
| Henry Andersson (1)   | 10      |     |
| Gustaf Andersson      | 9       | 4   |
| Ragnar Gustafsson     | 9       | 4   |
| Erik Lundberg         | 6       | 1   |
| Bertil Nilsson        | 5       | 4   |
| Ture Augustsson       | 5       |     |
| Tage Lindgren         | 5       |     |
| Torsten Berndtsson    | 4       | 1   |
| Gustaf Zacharoff      | 4       |     |
| Rudolf Lindström      | 3       |     |
| Henning Lundgren (mv) | 3       |     |
| Egon Niklasson        | 3       |     |
| Gunnar Olsson         | 2       |     |
| Åke Tholander         | 2       |     |
| Åke Andersson         | 1       | 1   |
| Stig Hjortsberg       | 1       |     |